# Nedre Långevatten
Nedre Långevatten är en sjö i Stenungsunds kommun i Bohuslän och ingår i Göta älv-Bäveåns kustområde. Sjön är 13 meter djup, har en yta på 0,335 kvadratkilometer och befinner sig 88 meter över havet. Sjön avvattnas av vattendraget Porsån.

## Delavrinningsområde
Nedre Långevatten ingår i det delavrinningsområde (643855-126843) som SMHI kallar för Mynnar i Anråse å. Medelhöjden är 108 meter över havet och ytan är 12,79 kvadratkilometer. Det finns inga avrinningsområden uppströms utan avrinningsområdet är högsta punkten. Porsån som avvattnar avrinningsområdet har biflödesordning 2, vilket innebär att vattnet flödar genom totalt 2 vattendrag innan det når havet efter 6 kilometer. Avrinningsområdet består mestadels av skog (89 %). Avrinningsområdet har 0,51 kvadratkilometer vattenytor vilket ger det en sjöprocent på 4 %.